# Xylobium bractescens
Xylobium bractescens là một loài thực vật có hoa trong họ Lan. Loài này được (Lindl.) Kraenzl. miêu tả khoa học đầu tiên năm 1908.